# Nowiny (powiat kozienicki)
Nowiny – wieś sołecka w Polsce położona w województwie mazowieckim, w powiecie kozienickim, w gminie Kozienice. Do 1954 było to przedmieście miasta Kozienice.
| SIMC    | Nazwa      | Rodzaj    |
| ------- | ---------- | --------- |
| 0627667 | Babia Góra | część wsi |

Wieś została założona przez Stanisława Augusta Poniatowskiego około 1770 roku.
W latach 1975–1998 miejscowość należała administracyjnie do województwa radomskiego.
Wierni kościoła rzymskokatolickiego należą do parafii Świętego Krzyża w Kozienicach.